# Bundesservice Telekommunikation
Der Bundesservice Telekommunikation (BST) war eine vermeintliche Bundesbehörde im Geschäftsbereich des Bundesministeriums des Innern und Heimat. Über die inhaltliche Tätigkeit der Behörde mit Sitz in Berlin ist öffentlich nichts bekannt, da diese in Zusammenhang mit dem Bundesamt für Verfassungsschutz steht und deshalb als geheim eingestuft wurde. Bekanntheit erlangte die mutmaßliche Tarnorganisation durch eine Recherche der Sicherheitsforscherin Lilith Wittmann.

## Angebliche Aufgaben
Nach Angaben des eigenen Internetauftrittes nahm sie als Dienstleister des Bundes Aufgaben für die Bundesministerien und nachgeordnete Einrichtungen wahr. Dazu gehörten Fach-, Querschnitts- und Unterstützungsaufgaben sowie Modernisierungshilfen im Bereich der Informations- und Kommunikationstechnik. Im Bereich der Telekommunikation nahm die Behörde nach einer im Januar 2022 vom Internetauftritt des Bundesverwaltungsamtes entfernten Darstellung eine vermittelnde Rolle ein, um Arbeitsabläufe effizienter zu gestalten und durch eine Bündelung Kosten zu sparen. Durch die Zahlbarmachung von Querschnittsaufgaben in der Verwaltung leiste die Behörde einen Beitrag zur Qualitätssteigerung. Der Bundesservice Telekommunikation übernahm im Bereich der Telekommunikation nach eigener Darstellung eine „Scharnierfunktion“. Weiterhin wäre der Bundesservice Telekommunikation beratend und als Impulsgeber im Prozess zur Neuformierung der Behördenkooperation tätig gewesen. Dem Bundesservice Telekommunikation sind nach Angaben des Bundesministeriums des Innern und für Heimat seit Bestehen bis Stand 2021 keine Haushaltsmittel zugewiesen worden.

## Aufdeckung 2021
Im Dezember 2021 entdeckte die Sicherheitsforscherin Lilith Wittmann den Bundesservice bei einer Recherche, bis dato war ihr die Behörde nicht bekannt. Die Behörde wurde im Anschriftenverzeichnis des Bundes zum Stand vom 1. März 2021 und auf anderen offiziellen Seiten der Bundesrepublik Deutschland aufgeführt. Der Bundesservice Telekommunikation verfügte weder über eine funktionale E-Mail-Adresse noch über ein offizielles Amtsschild und war laut Wittmann zu üblichen Geschäftszeiten auch telefonisch nicht erreichbar. Nach einer Anfrage Wittmanns an das Bundesverwaltungsamt im Rahmen des Informationsfreiheitsgesetzes über die Plattform Frag den Staat wurde der Bundesservice Telekommunikation auf der Serviceseite des Bundesverwaltungsamtes gelöscht. Nach der Aktualisierung des Anschriftenverzeichnisses vom 31. Januar 2022 war der Bundesservice nicht mehr enthalten. Wittmann vermutete, dass es sich um eine Tarnorganisation eines Geheimdienstes handelt, der in den Zuständigkeitsbereich des Bundesinnenministeriums fällt.
Im Januar 2022 hatte die Behörde eine funktionierende E-Mail-Adresse, auch sind Bilder von Klingelschildern der Behörde vom Dezember 2021 vorhanden. Die E-Mail-Adresse wurde wieder abgeschaltet, Informationsfreiheitsanfragen via „Frag den Staat“ konnten nicht zugestellt werden.
Ein Pressesprecher des Bundesinnenministeriums sagte am 17. Januar 2022, dass es im Geschäftsbereich des Ministeriums keine Behörde mit diesem Namen gebe.
Am 24. Januar 2022 veröffentlichte Lilith Wittmann eine weitere Recherche, nach der sie den Bundesservice Telekommunikation neben weiteren aufgedeckten Behördenbezeichnungen als Tarnorganisation des Bundesamtes für Verfassungsschutz vermutet.
Während einer weiteren Pressekonferenz am 24. Januar 2022 wurde darüber hinaus bestätigt, dass es „eine Behörde Bundesservice Telekommunikation im Geschäftsbereich der Bundesregierung nicht gibt“; zu der Nachfrage, ob es sich „um eine Einrichtung nach dem Bundesverfassungsschutzgesetz handelt“, wurde hingegen keine Auskunft erteilt.
Im März 2022 antwortete die Bundesregierung auf eine Kleine Anfrage der Fraktion Die Linke im Bundestag, dass es eine öffentliche Stelle „Bundesservice Telekommunikation“ nicht gebe und eine weitergehende offene Antwort nicht möglich sei, da sie im Zusammenhang mit der Arbeitsweise und Methodik des Bundesamtes für Verfassungsschutz stehe:

„Eine öffentliche Stelle „Bundesservice Telekommunikation“ gibt es nicht.
Nach sorgfältiger Abwägung kann die Frage 1 nicht weitergehend offen beantwortet werden. Gegenstand der Frage sind solche Informationen, die in besonderem Maße das Staatswohl berühren. Die VS-Einstufung der Antwort ist erforderlich, da sie Informationen enthält, die im Zusammenhang mit der Arbeitsweise und Methodik des Bundesamtes für Verfassungsschutz (BfV) stehen. Es handelt sich hier um den Einsatz nachrichtendienstlicher Mittel, zu denen auch die Legendierung von Personen und Objekten gehört. Eine Beauskunftung zu dem Einsatz nachrichtendienstlicher Mittel muss grundsätzlich in eingestufter Form vorgenommen werden, selbst wenn eine Maßnahme durch Ausforschung publik wurde. Eine öffentliche Bestätigung sowohl konkreter Maßnahmen als auch deren grundsätzlicher Durchführung durch das BfV muss unterbleiben.*
Eine offene Beantwortung könnte gegebenenfalls Methoden offenlegen, so dass zukünftige und auch weitere zurückliegende Legendierungsmaßnahmen und somit sowohl die Sicherheit der Behörde als auch das Staatswohl der Bundesrepublik Deutschland gefährdet würden.
* Das Bundesministerium des Innern und für Heimat hat die Antwort als „VS – Vertraulich“ eingestuft. Die Antwort ist in der Geheimschutzstelle des Deutschen Bundestages hinterlegt und kann dort nach Maßgabe der Geheimschutzordnung eingesehen werden.“

Laut Insiderberichten sei die Tarnbehörde nach der Enttarnung umgezogen. Auch zwei weitere Standorte seien betroffen gewesen, durch die mangelhafte Tarnung sei so ein Millionenschaden entstanden.